# Право на поновно спајање чланова породице
Спајање породице је признат разлог за имиграцију у многим земљама због присуства једног или више чланова породице у одређеној земљи, па стога омогућава и остатку подељене породице или само одређеним члановима породице да емигрирају у ту земљу.
Закони о спајању породице покушавају да уравнотеже право породице да живи заједно са правом земље да контролише имиграцију. Међутим, како изгледа равнотежа и који чланови породице могу поново да се споје разликује се у великој мери од земље до земље.
Поткатегорија спајања породице је брачна миграција у којој један супружник емигрира у земљу другог супружника. Брачна миграција се може десити пре брака, и потпада под своју посебну категорију, или се може догодити након брака, када потпада под законе о спајању породице. Неке земље дозвољавају спајање породице за невенчане партнере ако могу доказати сталну интимну везу која је трајала дуже од одређеног временског периода.
Последњих година било је неколико случајева да су малолетници послати на опасна путовања да поднесу захтев за статус политичког азила који би омогућио остатку породице да им се придружи. Међутим, у неким земљама особа мора имати најмање 18 година да би се пријавила за спајање породице и то само са издржаваном децом млађом од 16 година или партнерима, а не са родитељима или браћом и сестрама.

## Правни оквир

### Европа
Велики део имиграната у Европу то чини кроз законе о спајању породице. Многе земље у Европи су последњих година донеле законе којима ограничавају могућност људи да то учине.
- Данска – У случају брака, дански закон захтева да оба супружника буду стари најмање 23 1⁄2 године. Ово је познато као 24-годишње правило. Поред тога, веза пара са Данском мора бити јача него са земљом порекла, у пракси значи да супружник у Данској мора да тамо живи већ 12 година.[1][2]
- Холандија – У случају брака, холандски закон захтева да холандски супружник има најмање 21 годину и да зарађује плату од најмање 120% минималне зараде. Супружник који није Холанђанин мора да положи испите за интеграцију у холандској амбасади у својој матичној земљи, показујући основно знање холандског. Тамо где би судски спор трајао годинама и хиљадама евра, правила ЕУ о слободном кретању дају право на породични живот одмах без трошкова више од личне карте. Због тога се неки Холанђани селе у Белгију или Немачку на најмање шест месеци, како би били под правилима ЕУ о уједињењу породице уместо под холандским правилима о уједињењу породице. Ово је постало познато као "Белгијски пут" или "ЕУ пут".[3]
- Немачка – Од 2007. године закон захтева да сваки супружник има најмање 18 година. Супружник који живи у Немачкој не може да зависи од социјалних давања и мора имати одговарајући животни простор. Супружник усељеник треба да докаже основно говорно и писмено знање немачког језика. Закон се односи на немачке и стране држављане.[4]
- УК – Правила о имиграцији, у складу са Законом о имиграцији из 1971. године, ажурирана су 2012. године како би се створио строги праг минималног прихода за супружнике и децу који нису из ЕУ који имају дозволу да остану у УК. Од 2012. године, подносилац захтева мора да испуни финансијски услов од 18.600 фунти годишње ако аплицира само за себе, 22.400 фунти годишње за себе и једно дете и 2.400 фунти годишње за свако додатно дете. Ова правила су оспорена пред судовима, а 2017. године Врховни суд је одлучио да су правила и упутства неисправни и незаконити док се не измене како би се дала већа тежина интересима деце и да треба размотрити друге изворе финансирања осим прихода британског супружника.[5][6] Стопа одобрења визе за 2017. била је 76%.[7]

#### Норвешка
Спонзор мора имати приход од најмање 251.856 НОК (37.000 УСД) пре опорезивања током 2014. године и зараду од најмање 246.136 НОК у 2013. пре опорезивања. Референтно лице није могло да прима бенефиције социјалног осигурања током последњих 12 месеци. Услов прихода мора се доказати Норвешкој дирекцији за имиграцију сваке године.
1999. године, Норвешка управа за имиграцију (норвешки: Udlendingsdirektoratet, УДИ) почела је да користи тестирање крви на Сомалцима који су се пријавили за спајање породице са родитељима, при чему су тестови показали да је 1 од 4 лагао о породичним везама. Тестови су касније промењени у ДНК тестове да би се потврдиле породичне везе. Лидер организације сомалијске заједнице у Норвешкој и Норвешко медицинско удружење протестовали су због тестова и пожелели да буду обустављени. У 2010. УДИ је започео ДНК тестове на сомалијским паровима без деце који су се пријавили за спајање породице где је један супружник већ боравио у Норвешкој. Резултати су показали да су 40% таквих парова били браћа и сестре. Како су тестови постали опште познати, тај однос је пао на 25% и тестови су проширени на мигранте из других региона.
Према студији из 2017. коју је спровео Статистички завод Норвешке, имигранти који стижу путем спајања породице су превише заступљени као починиоци злочина, са 66,9 на 1000 наспрам 44,9 на 1000 за неимигрантску популацију. Имигранти који долазе да студирају изразито су недовољно заступљени са 19,7 на 1000.

### Северна Америка

#### Канада
Према Закону о имиграцији и заштити избеглица и повезаним прописима, канадском држављанину или становнику Канаде са најмање 18 година дозвољено је, под одређеним условима, да спонзорише одређене чланове своје уже породице за стални боравак у Канади.

#### Америка
Спајање породице је од 1968. регулисано одредбама Закона о имиграцији и држављанству, са изменама и допунама. То је најчешћа правна основа за имиграцију у Сједињене Државе. Историјски гледано, нагласак на спајању породице у америчком закону о имиграцији почео је у том акту тако што је 74% свих нових имиграната добило визе за спајање породице. Оне су укључивале неожењену одраслу децу држављана САД (20%), супружнике и невенчану децу странаца са сталним боравком (20%), венчану децу држављана САД (10%) и браћу и сестре америчких држављана старијих старијих од 21 године (24%). Од 2016, заговорници рестриктивнијих закона о имиграцији често су критиковали спајање породице као ланчану миграцију; научници обично користе тај термин за шири процес којим људи из одређених градова или региона прате једни друге у нове градове и занимања.
Грађани и стални становници Сједињених Држава могу спонзорисати своје рођаке за имиграцију у Сједињене Државе на различите начине. Грађани било ког узраста могу спонзорисати своје супружнике и своју децу, али само грађани који су навршили 21 годину могу спонзорисати браћу и сестре и родитеље. (Одлука Врховног суда Сједињене Државе против Виндзора је 2013. пресудила да се супружници истог пола морају третирати исто као и супружници супротног пола.) Стални становници могу спонзорисати само супружнике и невенчану децу. Спонзор мора показати способност да финансијски подржи своје рођаке на 125% нивоа сиромаштва. 
Дана 23. децембра 2017. године, Џејмс Робарт, виши амерички окружни судија, издао је националну забрану којом се блокирају ограничења администрације на процес спајања избегличких породица и делимично је укинуо забрану за избеглице из 11 претежно муслиманских земаља.
Према клаузули о држављанству четрнаестог амандмана на Устав Сједињених Држава, све особе рођене или натурализоване у Сједињеним Државама, и које подлежу њиховој јурисдикцији, су држављани Сједињених Држава и државе у којој бораве.
Према постојећем закону, родитељи држављана Сједињених Држава могу бити спонзорисани за имиграцију од стране њихове одрасле деце држављана (она која имају најмање 21 годину) под одређеним условима. Дете мора показати финансијску способност да издржава родитеље.
Од 2005. године има око 3,1 милиона деце држављана Сједињених Држава са најмање једним родитељем илегалним имигрантом. Најмање 13.000 деце имало је једног или оба родитеља депортованих у годинама 2005–2007.
Имати малолетну децу америчких држављана чини разлику у поступку депортације за родитеље нерезиденте. Број таквих олакшица је ограничен на 5000 годишње.

## Опозиција

### Америка
Противници садашње политике спајања породице генерално се односе на политику под термином „ланчана миграција“ и тврде да је нагласак Харт-Целер закона на спајању породице резултирао драматичним повећањем имиграције уопште.
Актуелни председник Доналд Трамп је 1. новембра 2017. твитовао: „ЛАНЧАНА МИГРАЦИЈА мора да се заврши одмах! Неки људи уђу, и доведу са собом целу своју породицу, која може бити заиста зла. НИЈЕ ПРИХВАТЉИВО!" Трампова супруга Меланија спонзорисала је своје словеначке родитеље за зелене карте у Сједињеним Државама, што је довело до тога да су постали натурализовани грађани у августу 2018.